# Nervus plantaris lateralis

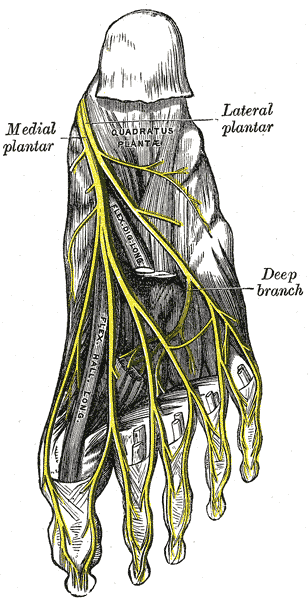
Fotens nerver.

Nervus plantaris lateralis är en av fotens nerver. Nerven är en gren av nervus tibialis, som i sin tur är en gren av ischiasnerven (nervus ischiadicus).
Nervus plantaris lateralis kommer på fotens undersidan dela upp sig i en ytlig (ramus superficialis) och en djup gren (ramus profunda). 
Där den ytliga grenen kommer innervera huden hos lilltån och huden hos den halva på fjärde tån som ligger mot lilltån, samt dess djupa muskler. Nervens innervation liknar för övrigt hur nervus ulnaris innerverar handen.
Den djupa grenen kommer innervera flertalet av fotens djupa muskler.

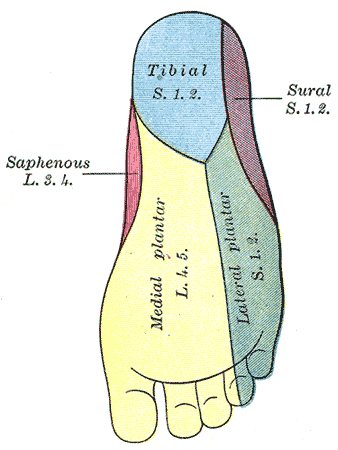
Nervus plantaris lateralis (ramus superficialis) innervation är illustrerad i grön färg.
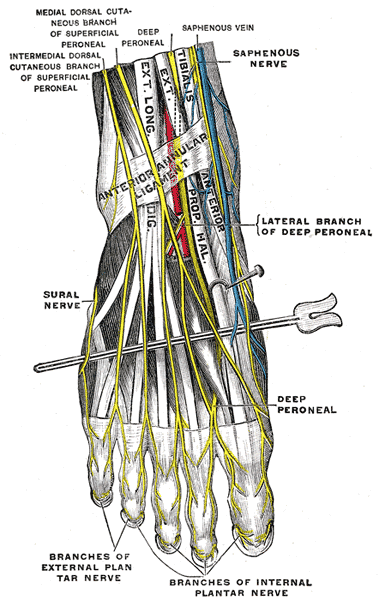
Nerver på fotens undersidan.